# Gabrielle Lucantonio
Gabrielle Lucantonio (Argenteuil, 24 gennaio 1967 – L'Aquila, 23 febbraio 2013) è stata una critica cinematografica, giornalista e saggista italiana corrispondente in Italia di L'Écran fantastique, che pubblicò diversi volumi della collana Cahiers du cinéma.

## Biografia
Di famiglia abruzzese, trasferitasi in Francia prima della sua nascita, silaureò in Lettere Moderne a Parigi-Nanterre, per poi diventare critico cinematografico e musicale. Fu allieva di Francis Vanoye e con lui firmò il volume "Profession: reporter" de Michelangelo Antonioni. Era appassionata, oltre che conoscitrice, del cinema e della musica per i film; tenne seminari sulle tecniche di sceneggiatura cinematografica e sul cinema francese all’Università degli Studi di L’Aquila.
Fu corrispondente in Italia di L'Écran fantastique, rivista francese sul cinema fantastico e, dal 2001 al 2004, redattrice di Cinéfonia magazine, rivista francese dedicata alle colonne sonore e relativa casa di produzione musicale per la quale curò le edizioni speciali del CD Live or Dead dei Daemonia e della colonna sonora del film Il cartaio , oltre a raccolte di Pino Donaggio, Carlo Crivelli, Carlo Siliotto. Scrisse diversi libretti per CD.
Realizzò molte interviste a personaggi dello spettacolo, prediligendo il contatto diretto con gli autori.
Collaborò con Il manifesto e tenne una rubrica fissa mensile sulla musica da film, Ennio & Co, su Alias, supplemento del quotidiano.
Per il cinema Trevi alla Cineteca Nazionale, fu relatrice in diverse rassegne tra cui Ascoltare lo schemo con Luis Bacalov, Pasquale Catalano, Andrea Guerra, Franco Micalizzi, Gianfranco Plenizio, l'omaggio a Laurent Terzieff,  la retrospettiva Don Backy attore non per caso, dedicata a Don Backy,  con la partecipazione di Lamberto Bava, Fabrizio Cerqua, Marco Giusti, Carlo Lizzani, oltre che in incontri e retrospettive sul cinema.
Per la Rarovideo/Minerva curò le uscite in DVD di alcuni registi di rilievo tra i quali Lars von Trier, Jean-Luc Godard, Claude Chabrol, Luis Buñuel. 
Collaborò con la Mostra internazionale del Nuovo Cinema di Pesaro e il Sulmonacinema Film Festival dove era curatrice della sezione Soundtrack.
Il suo ultimo articolo sulla rivista Classix, dedicato ai Goblin, uscì il 23 febbraio 2013, giorno della sua scomparsa, causata da una meningite batterica che si era sviluppata in seguito a un'otite trascurata.

## Opere
- Lars von Trier,  prefazione di Fabio Bo D. Audino, 1998, ISBN 8886350112
- Dario Argento, autore-Cahiers, Textus, 1999
- Dario Argento e Gabrielle Lucantonio, Il cinema horror in Italia, D. Audino, 2001, ISBN 9788886350402
- Gabrielle Lucantonio e Francis Vanoye Profession: reporter de Michelangelo Antonioni Nathan, Parigi, 1993, ISBN 9782091800820
- Dario Argento, D. Audino, 2001, ISBN 9788886350204.
- (FR) Gabrielle Lucantonio e Antoine de Baecque, Critique et cinéphilie Cahiers du cinéma, 2001
- (FR) Gabrielle Lucantonio e Antoine de Baecque, Nouveaux cinémas, nouvelle critique: années 60 Cahiers du cinéma, 2001
- (FR)  Antoine de Baecque e Gabrielle Lucantonio Le goût de l'Amérique 50 ans de cinéma américain dans les Cahiers du cinéma, vol. 1, Cahiers du cinéma, impr. 2001, ISBN 9782866422905,
- (FR) Antoine de Baecque, Gabrielle Lucantonio e Olivier Assayas, Vive le cinéma français!: 50 ans de cinéma français dans les Cahiers du cinéma, Cahiers du cinéma, 2001, ISBN 9782866422899.
- (FR)  Antoine de Baecque, Gabrielle Lucantonio e Charles Tesson, La Nouvelle vague, Cahiers du cinéma, 2001
- Una cinefilia a contracorriente : la Nouvelle Vague y el gusto por el cine americano, Paidós, 2004, ISBN 9788449316425
- (FR) Antoine de Baecque, Gabrielle Lucantonio, La politique des auteurs, textes: les Cahiers du cinéma, des années 70 à nos jours, Cahiers du cinéma, ISBN 2-86642-288-0
  - La politica degli autori. Roma: Minimum fax
- (FR) Antoine de Baecque, Gabrielle Lucantonio  La politique des auteurs: les entretiens. Entretiens avec Jean Renoir, Roberto Rossellini, Fritz Lang, Howard Hawks, Alfred Hitchcock, Luis Buñuel, Orson Welles, Carl Th. Dreyer, Robert Bresson, Michelangelo Antonioni,  Cahiers du cinéma, 2001, ISBN 2866422732
- (FR) Antoine de Baecque e Gabrielle Lucantonio, Critique et cinéphilie, Cahiers du cinéma, 2001 ISBN 2-86642-292-9
- (FR) Antoine de Baecque e Gabrielle Lucantonio Théories du cinéma, Cahiers du cinéma, 2001 ISBN 2-86642-293-7
- (FR) Antoine de Baecque e Gabrielle Lucantonio, Nouveaux Cinémas, nouvelles critiques, Cahiers du cinéma, 2001, ISBN 2-86642-294-5
- (FR) Antoine de Baecque e Gabrielle Lucantonio, L'état du monde du cinéma nouvelle géographie, Cahiers du Cinéma, 2001, ISBN 9782866423100
- (FR) Olivier Assayas, Antoine de Baecque e Gabrielle Lucantonio, Le goût de l'Amérique: 50 ans de cinéma américain, Cahiers du cinéma, 2001, ISBN 9782866422905
- Profondo rock: Claudio Simonetti tra cinema e musica da Profondo rosso a La terza madre, Coniglio, 2007, ISBN 9788860630612.

### Collaborazioni
- Giulia Carluccio, Giacomo Manzoli e Roy Menarini, Il cinema secondo Argento, in L'eccesso della visione. Il cinema di Dario Argento, Lindau, 2003, ISBN 978-88-7180-373-9.
- L'altra metà dello schermo: Lina Wertmüller, in Storia del Cinema XII, Marsilio, 2008, ISBN 978-88-317-9485-5.